# Mimus dorsalis
Mimus dorsalis là một loài chim trong họ Mimidae.
Loài chim nhại này được tìm thấy ở Argentina, Bolivia và Chile. Môi trường sống tự nhiên của chúng là vùng cây bụi cao nhiệt đới hoặc cận nhiệt đới, đồng cỏ và rừng trước đây bị suy thoái nặng.